# Pueblo di Pecos

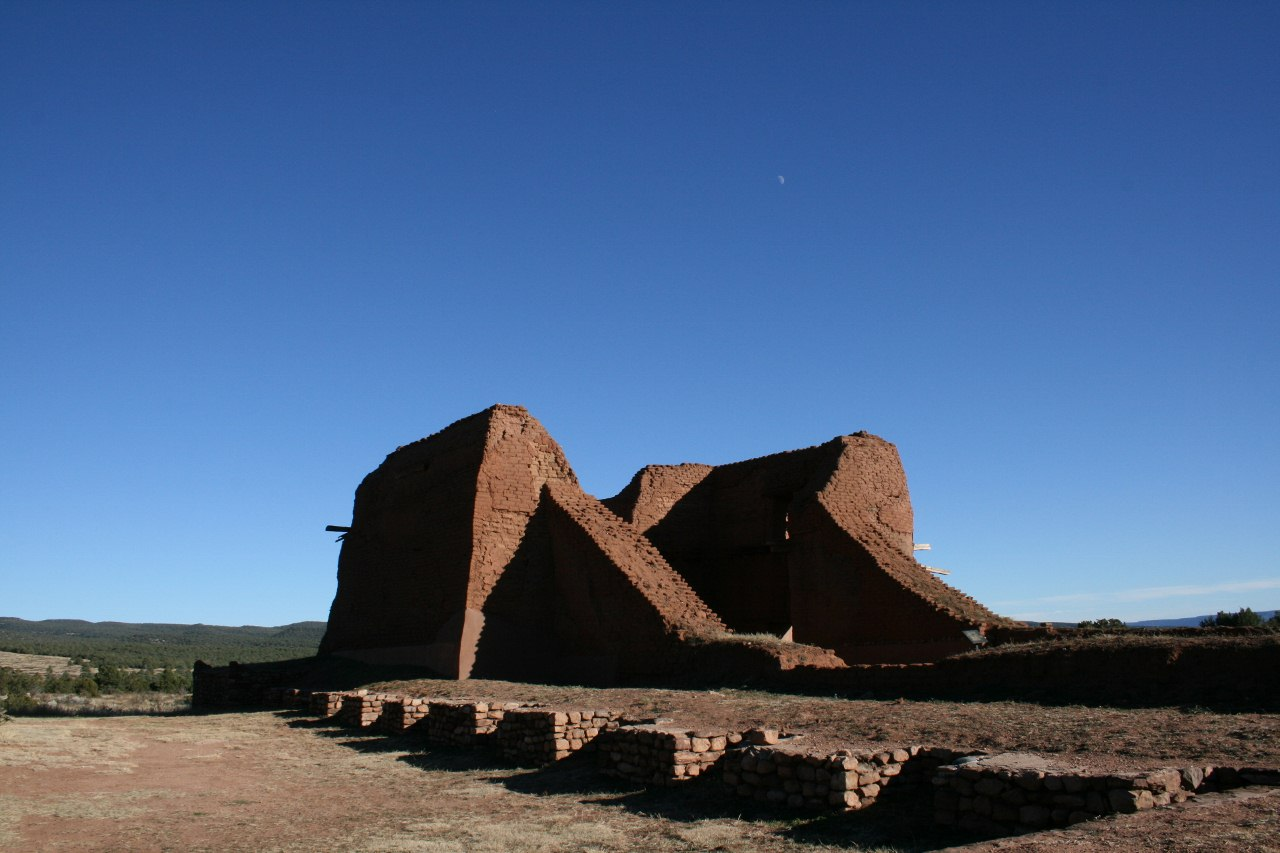
Rovine della missione di Nostra Signora degli Angeli a Pecos Pueblo

Il Pueblo di Pecos è un pueblo del Nuovo Messico abitato in tempi passati da una omonima tribù di nativi americani di lingua towa. Il pueblo fu visitato la prima volta dagli spagnoli durante la spedizione di Francisco Vázquez de Coronado nel 1540-1542. Nel 1680 il pueblo di Pecos partecipò alla rivolta contro gli spagnoli ed in quella occasione venne distrutta la chiesa cattolica della missione di Nostra Signora degli Angeli. Dopo la riconquista spagnola del 1692 ad opera di de Vargas divennero alleati degli spagnoli. Nel XVIII secolo il pueblo venne fatto oggetto di ripetuti attacchi da parte dei Comanches che provocarono un rapido declino della popolazione ed un degrado delle condizioni di vita. Nel 1838 le poche decine di abitanti rimasti abbandonarono il pueblo spostandosi a Jemez Pueblo.
Le rovine del pueblo vennero visitate nel 1880 da Bandelier che ne fece una dettagliata descrizione nel suo testo dedicato agli studi fra gli indiani sedentari del Nuovo Messico.
Dal 1915 al 1929 l'archeologo americano Alfred Kidder condusse degli scavi nel pueblo di Pecos che hanno portato alla luce una grande quantità di frammenti ceramici e resti umani risalenti fino a 2000 anni indietro che costituirono la base per la definizione di un metodo di classificazione della cultura dei Popoli Ancestrali del sud-ovest degli Stati Uniti, che viene detto appunto Classificazione Pecos.
Attualmente il Pueblo di Pecos è definito un National Historic Landmark e si trova all'interno del Parco nazionale storico di Pecos.

## Geografia
Il pueblo di Pecos si trova nel Nuovo Messico, nella contea di Contea di San Miguel sulle pendici più meridionali dei Monti Sangre de Cristo a circa 27 km a sud-est di Santa Fe, su una piccola mesa rocciosa nell'alta valle del fiume Pecos a circa 2118 m slm. Lungo il versante occidentale della mesa scorre il Glorieta Creek che va a confluire nel Pecos poco più a sud del pueblo, presso Kozlowski's Ranch, un antico trading post lungo il Santa Fe Trail.

## Storia
Scavi archeologici dimostrano che l'alta valle del Pecos era abitata nel 1100 da popolazioni presumibilmente venute da nord. Intorno al 1200 queste popolazioni iniziarono a concentrarsi in abitazioni in adobe composte da stanze di un solo piano addossate le une alle altre e dotate di kiva contigui alle stanze. Nel 1300 iniziarono le costruzioni sulla mesa di Pecos in cui i kiva erano di forma circolare e separati dalle abitazioni. Intorno al 1450 venne costruito un grande edificio multipiano a base rettangolare che racchiudeva all'interno una piazza con kiva circolari (Pecos nord).
Nel 1540 il Pueblo fu visitato per la prima volta da un europeo, Hernando de Alvarado, un capitano spagnolo agli ordini di Francisco Vázquez de Coronado, che questi aveva inviato ad esplorare il territorio ad est di Hawikuh, durante la sua spedizione alla ricerca di Cibola. Il nome con cui gli spagnoli chiamarono Pecos è Cicuique , (altre varianti sono Cicuye o anche Acuique).
Quarant'anni dopo, nel 1581, Pecos fu visitato nuovamente dagli spagnoli della spedizione di Chamuscado e Rodríguez e quindi da Antonio de Espejo nel 1582. Nei resoconti di queste spedizioni Pecos, che viene referenziato con altri nomi (Nueva Tlaxcala dai primi e Siqui dai secondi), viene descritto come composto da 500 case dai 2 ai 7 piani, e abitato da 2000 guerrieri.
Nel 1591 Gaspar Castaño de Sosa nella sua spedizione non autorizzata oltre il Rio Grande giunse a Pecos dove fu accolto con ostilità.Ci furono degli scontri nei quali una avanguardia degli spagnoli venne attaccata e sconfitta con alcuni soldati feriti con la perdita di armamenti e alti beni. Castaño organizzò quindi una spedizione punitiva con cui sconfisse i pueblo che abbandonarono Pecos. Le cronache di questa spedizione confermarono che poco era cambiato rispetto ai tempi di Coronado con il pueblo descritto come formato da costruzioni addossate di 4-5 piani, prive di porte di accesso e dotati di vasti camminamenti sopraelevati che consentivano di spostarsi per tutto l'abitato.
Nel 1599 subito dopo la costituzione della provincia di Santa Fe de Nuevo México, il Governatore Juan de Oñate assegnò a Pecos un frate missionario e venne costruita una prima chiesa a nord-est del pueblo. La minaccia di una rivolta indiana costrinse i frati a lasciare il pueblo e la chiesa venne successivamente rasa al suolo.
I frati tornarono nel 1616 e questa volta edificarono una chiesa molto più grande, posta a sud del pueblo, fuori dalle mura che ne cingevano le abitazioni. La chiesa venne dedicata a Nostra Signora degli Angeli. La costruzione iniziò nel 1616 o 1617 con annesso un convento. Il convento venne terminato nel 1620, mentre la chiesa qualche anno più tardi, tra il 1622 ed il 1625. Alonso de Benavides visitando il territorio fra il 1625 ed il 1629 ne da riferimento nel suo Memorial con il nome di Nuestra Señora de los Angeles de Porciúncula (Nostra Signora degli Angeli della Porziuncola). La chiesa aveva delle dimensioni notevoli: 133 piedi di lunghezza per 40 piedi di larghezza all'ingresso est e circa 45 piedi di altezza (senza i torrioni).
Nel 1680, durante la rivolta Pueblo, Pecos si schierò contro gli spagnoli. La chiesa di Nostra Signora degli Angeli fu incendiata e distrutta, ed il frate locale ucciso. Successivamente un Kiva circolare di venti metri di diametro venne scavato nel recinto a sud del convento, ad indicare la supremazia degli antichi dei Pueblo nei confronti dei nuovi santi cristiani.
Dodici anni più tardi, quando Diego de Vargas riconquistò il Nuovo Messico, i pueblo di Pecos, dopo una iniziale posizione di incertezza, accettarono di sottomettersi nuovamente alla corona spagnola. A riprova di questa nuova alleanza, nel 1693, quando De Vargas tornò nel Nuovo Messico e trovò Santa Fe occupata dai Tewa, i pecos fornirono 140 guerrieri e supporto agli spagnoli per riconquistare la città.
Con gli spagnoli tornarono anche i frati e nel 1694, sotto la guida di frate Diego de Zeinos prima e frate Juan Alpuente poi, venne ricostruita una chiesa utilizzando come punto di appoggio la parete nord del convento che era ancora stabile. La nuova chiesa era più piccola della precedente, misurando circa 20 piedi di larghezza e dai 60 a 70 piedi di lunghezza, e aveva un orientamento invertito rispetto alla precedente, cioè con l'altare a est e l'ingresso ad ovest. Nel 1696 vennero apportate delle migliorie che tuttavia non alterarono significativamente la costruzione. Secondo quanto riportato negli scritti di frate Diego de Zeinos nel 1694 Pecos aveva una popolazione di 736 persone (186 uomini, 230 donne e 320 bambini).
Nel giugno del 1696 vi fu una nuova ribellione nel Nuovo Messico che coinvolse numerosi pueblo del nord: Tiwa, Tewa, Tano e alcuni gruppi Keres. I pueblo di Pecos, nonostante fossero profondamente divisi sulla posizione da tenere, non intervennero nella insurrezione restando fedeli agli spagnoli, ed anzi fornendo loro alcuni guerrieri che vennero impiegati da Vargas come ausiliari per combattere i ribelli.
Nell'agosto del 1700 venne inviato a Pecos frate José de Arranegui. Questi, probabilmente nel 1706, diede inizio alla costruzione di quella che viene detta "la quarta chiesa di Pecos". Questa è di fatto una ristrutturazione ed ingrandimento della chiesa precedente (quella edificata da Zeinos e Alpuente), della quale venne conservato l'orientamento est-ovest. I principali interventi effettuati riguardarono un allargamento delle pareti laterali, la realizzazione di due campanili sulla parete di ingresso ai lati della porta con la formazione di un nartece ed un lucernario ad illuminare la navata. La chiesa venne terminata probabilmente nel 1716-1717.
In quel periodo il pueblo di Pecos divenne oggetto delle scorrerie dei Comanche, che intorno al 1700, dopo essersi separati dagli Shoshoni, si erano spinti a sud andando ad occupare un territorio, che venne detto Comancheria, che vedeva nell'area intorno al fiume Pecos uno dei loro punti di raccolta. Nel giugno del 1746 Pecos subì un primo pesante attacco, che fu respinto, ma in cui morirono alcune decine di pueblos. Un secondo attacco venne sferrato nel gennaio del 1748. Altri attacchi vi furono nel 1773, 1774 e 1775. Gli attacchi cessarono nel 1786, dopo la firma del trattato di pace fra i Comanches ed il governatore del Nuovo Messico Juan Bautista de Anza. Successivamente i Comanches instaurarono rapporti amichevoli con Pecos, partecipando a mercati e al commercio di beni. Tuttavia nonostante la pace, e il conseguente rifiorire delle attività economiche, le pesanti perdite umane subite dai pueblos di Pecos negli anni precedenti a causa dei suddetti attacchi, nonché per una serie di epidemie di vaiolo ed altre malattie contagiose, probabilmente trasmesse dagli europei o dagli stessi Comanche, avevano avviato il pueblo verso una situazione di declino irreversibile. Infatti la popolazione pueblo di Pecos, che nel 1694 risultava essere di 736 persone, alla fine del 1700 era ridotta a poco più di 100 individui.
Nel 1821 la provincia del Nuovo Messico passò dalla Spagna al Messico, che ottenuta l'indipendenza, aveva preso il nome di Primo Impero messicano. In quello stesso anno venne aperta una nuova rotta commerciale, il Santa Fe Trail, che collegava il Nuovo Messico, con il terminale di Franklin nel Missouri, e quindi con le tratte commerciali verso il ricco est degli Stati Uniti.
Questo percorso, nella sua parte iniziale, attraversava i Monti Sangre de Cristo nel passo di Glorieta, quindi si dirigeva verso sud passando lungo il bordo occidentale della mesa di Pecos, per arrivare fino a San Miguel del Vado, dove attraversava il fiume Pecos dirigendo poi verso est. Nonostante il notevole incremento dei traffici portato nella zona dal trail, Pecos non ne trasse beneficio e proseguì nel suo declino. La popolazione pueblo al censimento del 1820 scese a 50 persone, mentre la popolazione di ceppo spagnolo, si spostò in gran parte a sud verso il territorio di San Miguel del Vado.
Nel 1838 gli ultimi 17 pueblo rimasti a Pecos abbandonarono l'antico insediamento e si spostarono a Jemez Pueblo.